# Мельбах
Мельбах (нем. Mehlbach) — община в Германии, в земле Рейнланд-Пфальц. 
Входит в состав района Кайзерслаутерн. Подчиняется управлению Оттербах.  Население составляет 1112 человек (на 31 декабря 2010 года). Занимает площадь 9,01 км².